# Slovenj Gradec
Slovénj Grádec (, v Slovenj Gradcu) je sedež Mestne občine Slovenj Gradec v Sloveniji ter upravno, gospodarsko, kulturno, bančno, informacijsko, zdravstveno, oskrbovalno in prometno središče Mislinjske doline in deloma tudi Koroške statistične regije Do razpada Avstro-Ogrske novembra 1918 je bilo mesto del Štajerske, od leta 2005 je spada pod Koroško statistično regijo. Samo mesto Slovenj Gradec ima 7651 prebivalcev (2024). V Slovenj Gradcu sta Splošna bolnišnica z urgentnim centrom za Koroško regijo in Šaleško dolino, Fakulteta za zdravstvene in socialne vede, Fakulteta za tehnologijo polimerov in Šolski center Slovenj Gradec z Gimnazijo Slovenj Gradec in višjo strokovno šolo. Poglavitni slovenjegraški kulturni ustanovi regionalnega pomena sta Koroški pokrajinski muzej in Koroška galerija likovnih umetnosti, pa tudi Knjižnica Ksaverja Meška in Glasbena šola Slovenj Gradec. Zaradi srečevanj umetnikov iz vsega sveta na pobudo slikarja in kulturnega organizatorja Karla Pečka je bil Slovenj Gradec leta 1989 s strani generalnega sekretarja OZN proglašen za mesto miru. V Slovenj Gradcu prav tako delujeta regionalni postaji Koroški radio in Koroška regionalna televizija. V letu 2022 je bil v Slovenj Gradcu odprt zimski in letni bazen.
Slovenj Gradec skupaj s sosednjima mestoma Ravne na Koroškem in Dravograd tvori tako imenovano somestje, ki predstavlja središče Koroške razvojne regije (imenovane tudi Regija treh dolin).

## Opis mesta
Industrijski razvoj, kakršen je bil v 19. in 20. stoletju, je mestu prizanesel, zato je ohranilo tipično srednjeveško podobo z glavno ulico (Glavni trg), trgom Svobode in stransko ozko ulico (Meškova ulica). Ime Gradec je bilo prvič omenjeno leta 1091, kot mesto leta 1267. Zdaj obsega še del naselja Legen (soseska Na Legnu je bila Slovenj Gradcu priključena leta 1959), predele Štibuh, Tičnica, Polje, Lepa vas, Grajski grič in Pod Gradom ter delno tudi naselje Stari trg (okoli cerkve sv. Radegunde).
Številna arheološka najdišča v okolici Slovenj Gradca pričajo, da je bila kotlina že od nekdaj pomembno območje naselitve ob strateški poti med v Celovško kotlino in osrednjo današnjo Slovenijo. Rimska poštna postaja Colatio je nastala na temeljih starejšega keltskega ali naselja Ilirov pod utrjenim gradiščem na Grajskem griču. Utrjen grad je tukaj stal že konec 11. stoletja. Grad nad današnjim Starim trgom je iz leta 1091. Utrjeno domovanje je skupaj z naselbino in posestvi v širši okolici po izumrtju Spanheimov po sorodstvenih vezeh pripadla slavni rodbini Andeških. V času vojvode Bertolda III. Andeškega (ok. 1185) je v trgu delovala pomembna kovnica. Slovenj Gradec se je uspešno razvijal na ravnici med potoki: Mislinja, Suhodolnica in Homšnica. Že pred letom 1267 je pridobil mestne pravice. Pod Habsburžani od 14. stoletja dalje se je mesto obdalo z močnim obzidjem.
Številne družine mojstrov umetnostnih obrti v 15. in 16. stoletju je vzcvetela v času baroka. Pasarske, pozlatarske in podobarske delavnice in kasnejše umetniške so oblikovale mesto. Med najpomembnejšimi sta bili slikarska družine Strauss in kiparska mojstra Janez in Jurij Mersija.
Državna cesta, ki obide mesto po vzhodnem obrobju je omogočila ureditev starega mestnega jedra brez tranzitnega prometa in razvoj storitvenih dejavnosti v zadnjih desetletjih.

## Kulturna dediščina
Med najznamenitejše kulturne ustanove spadata Rojstna hiša Huga Wolfa in Paučkove bolnišnice. V mestu se nahaja tudi Koroška galerija likovnih umetnosti ustanovljena 1957 in Koroški pokrajinski muzej, ustanovljen leta 1951. Na robu starega mestnega jedra stoji Dvorec Rotenturn, ki je danes tesno vpet v mestno dogajanje. V mestu je vsako leto organiziranih več prireditev, mdr. Slovenjegraško poletje.

### Cerkev svete Elizabete
Najstarejša zgradba v mestu je cerkev svete Elizabete, ki jo je oglejski patriarh Bertold leta 1251 posvetil svoji nečakinji. Od prvotne stavbe so se ohranile romanska ladja in dve romanski okni. Cerkev so v gotiki, renesansi in baroku dopolnili. Oprema je v glavnem baročna - Schoyev glavni oltar, Mersijeva prižnica, slike obeh Straussov, … Iz novejšega časa je Pandurjev križev pot.
Glavni oltar v cerkvi svete Elizabete je eden največjih dosežkov slovenske baročne oltarne arhitekture. Izdelal ga je Janez Jakob Schoy - deželni in dvorni kipar v Gradcu in vodilna osebnost štajerskega baročnega kiparstva. Sliko sv. Elizabete je naslikal Franc Mihael Strauss.

### Hugo Wolf
Skladatelj Hugo Wolf se je rodil leta 1860. Družina je imela po obeh starševskih vejah slovenske prednike. Hkrati s širjenjem usnjarske obrti in vzpenjanjem po družbeni lestvici so doživljali tedaj običajen proces ponemčevanja. Vouki, kakor so se pisali do prihoda v Slovenj Gradec, so se v pretežno nemški tržni naselbini lažje uveljavili s priimkom Wolf. Hugo Wolf, ki je svetovno slavo dosegel v glasbeni prestolnici tedanje Evrope - na Dunaju, je svoja otroška leta preživel v Slovenj Gradcu. Mali Hugo je veljal za čudežnega otroka, saj je virtuozno obvladal violino. Ko je zaslovel na dunajskem glasbenem nebu, so ga cenili predvsem kot neprekosljivega mojstra samospevov. Hugo je umrl mlad, duševno bolan. Njegova mati je v spomin na sina v župnijski cerkvi dala postaviti poslikano okno, ki je še danes ohranjeno.

### Koroški pokrajinski muzej
Stalne zbirke:
- Kovaški in gasilski muzej Muta
- Sokličev muzej
- Rudarska zbirka v Črni na Koroškem
- Etnografska zbirka v Črni na Koroškem
- Povhov mlin
- Ribiški muzej
- Tako so nekoč živeli knapi

Razstave:
- Gozdarska in lesarska zbirka
- Železarska zbirka
- Etnološka zbirka
- Krauperška kašča

Arheološki parki:
- Grad Ravne na Koroškem – Streiteben
- Slovenj Gradec – srednjeveško obzidje
- Rekonstrukcija rimske grobnice, Kolaciona, Stari trg pri Slovenj Gradcu
- Dovže – vila rustika

Junija 2021 so delavnico dolgoletnega čevljarja Jožefa Levovnika spremenili v muzej čevljarstva.

### Koroška galerija likovnih umetnosti
Ustanovljena je bila leta 1957, nahaja se v nekdanji mestni hiši in je ena izmed najbolj mogočnih stavb v mestu. Njena razstavna politika upošteva avtorje različnih umetnostnih smeri, posebno pozornost namenjajo domačim likovnim ustvarjalcem, kot sta slikar Bogdan Borčič in Franc Berthold. Na ogled so na voljo še razne stalne zbirke kot so:
Zbirka del slovenskih likovnih umetnikov,
- Mednarodna likovna zbirka,
- Galerija na prostem – skulpture v parku na Štibuhu in v mestnem jedru,
- Tretjakova Afriška zbirka,
- Muzej socialne estetike Pina Poggija (v nastajanju)
- Zbirka Hommage Jožetu Tisnikarju in
- Zbirke del Franca Bernekerja, Bogdana Borčića, Valentina Omana ter Štefana Planinca.

## Znane osebnosti, povezane z mestom
- Windischgraetzi
- Nino Ošlak
- Franc Šegovc
- Tine Urnaut
- Klemen Čebulj
- Tina Maze
- Hugo Wolf
- Ljuba Prenner
- Avguštin Prygl
- Herman Potočnik Noordung
- Franc Ksaver Meško
- Jože Tisnikar
- Bogdan Borčič
- Karel Pečko
- Franc Berneker
- Marjan Britovšek
- Marijan Eiletz
- Silvin Eiletz
- Bojan Borstner
- Silvija Borovnik
- Matevž Cerdonis
- Drago Druškovič
- Milan Erič
- Marijan Gnamuš
- Igor Grabec
- Jasna Fischer
- Andreja Hriberšek
- Vinko Ošlak
- Sašo Vrabič
- Ivo Ban
- Renata Salecl
- Jerca Mrzel
- Pia Zemljič
- Sekumady Conde
- Adi Smolar
- Franci Krevh
- Zoran Rožič
- Katarina Čas
- Tina Gorenjak
- Matjaž Hanžek
- Ivanka Hergold
- Janez Pavel Ješenak
- Boris Jurjaševič
- Marjan Kolar
- Jelka Korbar Šmid
- Lado Kralj
- Mitja Kunc
- Franček Lasbaher
- Andrej Makuc
- Jože Marsel
- Dušan Moškon
- Josip Mravljak
- Tone Novak
- Zoran Ogrinc
- Ludvik Pandur
- Saša Pirkmaier
- Bojan Pirkmaier
- Božo Plesničar
- Martin Potočnik
- Blaž Praprotnik
- Iztok Puc
- Franc Razdevšek
- Milan Razdevšek
- Jože Satler
- Mihael Scobl
- Lojze Simoniti
- Marjetica Simoniti
- Barbara Simoniti
- Primož Simoniti
- Danilo Slivnik
- Jakob Soklič
- Janez Stanonik
- France Strmčnik
- Mira Strmčnik Gulič
- Janez Strnad
- Stane Strnad
- Franc Sušnik
- Janko Sušnik
- Igor Šentjurc
- Ferdinand Šerbelj
- Marko Košan
- Konrad Šmid
- Franc Šmon
- Vinko Cajnko
- Maks Tajnikar
- Davorin Trstenjak
- Štefan Vevar
- Nado Vodopija
- Franjo Vrunč
- Robert Waltl
- Boris Wenko
- Borivoj Wudler
- Kajetan Čop
- Karla Zajc Berzelak
- Mirko Zdovc
- Anton Železnikar
- Vinko Železnikar
- Stane Strnad
- Drago Plešivčnik
- Drago Druškovič
- Ivo Raišp
- Janez Mrdavšič
- Franc Tretjak
- Blaž Prapotnik
- Simon Atelšek
- Cvetka Bevc
- Boštjan Buč
- Ambrož Kvartič
- Janja Garnbret
- Igor Štamulak